# Ковригин, Дмитрий Иванович
Дмитрий Иванович Ковригин (1898—1933) — советский учёный, первый ректор Ростовского государственного университета путей сообщения (РГУПС).

## Биография
Родился 18 ноября 1898 года.
Трудиться начал слесарем механического цеха в Главных мастерских Владикавказской железной дороги.
В 1917 году вступил в ряды ВКП(б), с 1918 по 1919 годы работал в подпольной организации города Ростова-на-Дону на Темернике. После освобождения города от белогвардейцев Ковригин стал секретарем большевистской ячейки железнодорожных мастерских.
При Главных мастерских Владикавказской железной дороги окончил рабфак, в 1923 году — Ростовский практический институт. Одновременно учился в политехникуме путей сообщения (РППС) на механическом отделении. В 1928 году поступил в Донской политехнический институт и экстерном с отличием его окончил. 30 декабря 1929 года после защиты дипломного проекта на тему «Организация участка тяги Грозный—Прохладная и Дербент» ему была присвоена квалификация инженера-механика. В своей работе Ковригин использовал опыт, накопленный в 1922—1924 годах во время работы комиссаром участка железной дороги Хасав-Юрт—Петровск-Порт в Дагестане.
С 1 июля 1929 года по 1 ноября 1931 года работал ректором Ростовского института инженеров путей сообщения (РИИПС), а с августа 1931 года — еще и доцентом.
В 1931 году Д. И. Ковригина переводят в Москву, где он работает заместителем начальника Московского электромеханического института инженеров транспорта (МЭМИТ).
В сентябре 1933 года он тяжело заболел и после трех неудачных операций умер в день своего 35-летия — 18 ноября 1933 года.